# Шварц, Джеффри
Дже́ффри Шварц (Jeffrey M. Schwartz) — доктор медицины, американский психиатр, публицист. Автор более ста научных публикаций в области нейронаук и психиатрии, основные сферы его научных интересов, вот уже более 20 лет: визуализация мозга/функциональная нейроанатомия и когнитивно-поведенческая терапия, с акцентом на патологических механизмах и психологическом лечении обсессивно-компульсивного расстройства (ОКР), исследования в области нейропластичности. Более четверти века практикует буддийскую медитацию. В настоящее время работает в Калифорнийском Университете Лос-Анджелеса (UCLA). Был задействован в качестве консультанта по обсессивно-компульсивному расстройству в фильме «Авиатор» (The Aviator).

## Метод "Четырех шагов"
В книге «Brain lock: Free yourself from obsessive-compulsive behavior»  Шварц утверждает, что ОКР является результатом биохимического дисбаланса, который «запирает» функции мозга в обсессивно-компульсивном режиме, и что ОКР можно лечить самостоятельно, выполняя четыре шага:
1. Переобозначить (переименовать, "relabel") навязчивые мысли и компульсивные побуждения как именно навязчивые идеи и компульсии, а не называть их настоящими мыслями. На этом этапе может помочь развитие внутреннего "беспристрастного и информированного наблюдателя" ("the impartial and well-informed spectator"), то есть способности посмотреть на свои мысли и побуждения "со стороны".
2. Переосмыслить ("reframe", "reattribute") навязчивые мысли как нарушение работы мозга, называемое ОКР. На этом этапе необходимо отделить навязчивые мысли, побуждения и их внутреннюю фабулу от атрибутов реальности и необходимости.
3. Постараться на какое-то время перефокусироваться ("refocus") на полезную, продуктивную деятельность, даже если навязчивые мысли и побуждения беспокоят вас.
4. Переоценить ("revalue") навязчивости как не имеющие полезного значения в вашей жизни.

Во время выполнения шагов 1 и 2 могут помочь два дополнительных принципа :
1. Предугадывание ("anticipate"). Это означает не удивляться тому, что навязчивости, каким бы характером они не обладали, могут возникать множество раз в день. Осознавая это, как только они проявляются, будет легче и быстрее их переобозначить ("relabel"). Таким образом будет проходить их одновременная переоценка ("revalue").
2. Признание ("accept") наличия недуга, но не согласие, не принятие "навязчивого сюжета". Признание проблемы есть понимание, что навязчивые мысли и побуждения не являются частью личности, а лишь нарушением коммуникации между частями головного мозга.

## Популярные издания
Соавтором некоторых изданий Шварца был Генри Стэпп (Henry Stapp), физик Национальной Лаборатории Лоуренса Бэркли (Lawrence Berkeley National Laboratory).
- «Закрытое сознание»/«Brain lock: Free yourself from obsessive-compulsive behavior», авторы: Джеффри Шварц (Jeffrey M. Schwartz) и Беверли Бейет (Beverly Beyette). Пошаговый самоучитель (4 шага) по лечению ОКР, принцип которого основан на осознании пациентом болезни и воздержании от «ритуалов» характерных для ОКР. Нью-Йорк, «Рэган Букс» (Regan Books), 1997 г.
- «Сознание и мозг»/«The mind and the brain: Neuroplasticity and the power of mental force», авторы: Джеффри Шварц (Jeffrey M. Schwartz) и Шэрон Бэгли (Sharon Begley), Нью-Йорк, «Рэган Букс» (Regan Books), 2002 г.